# Toyin Falola

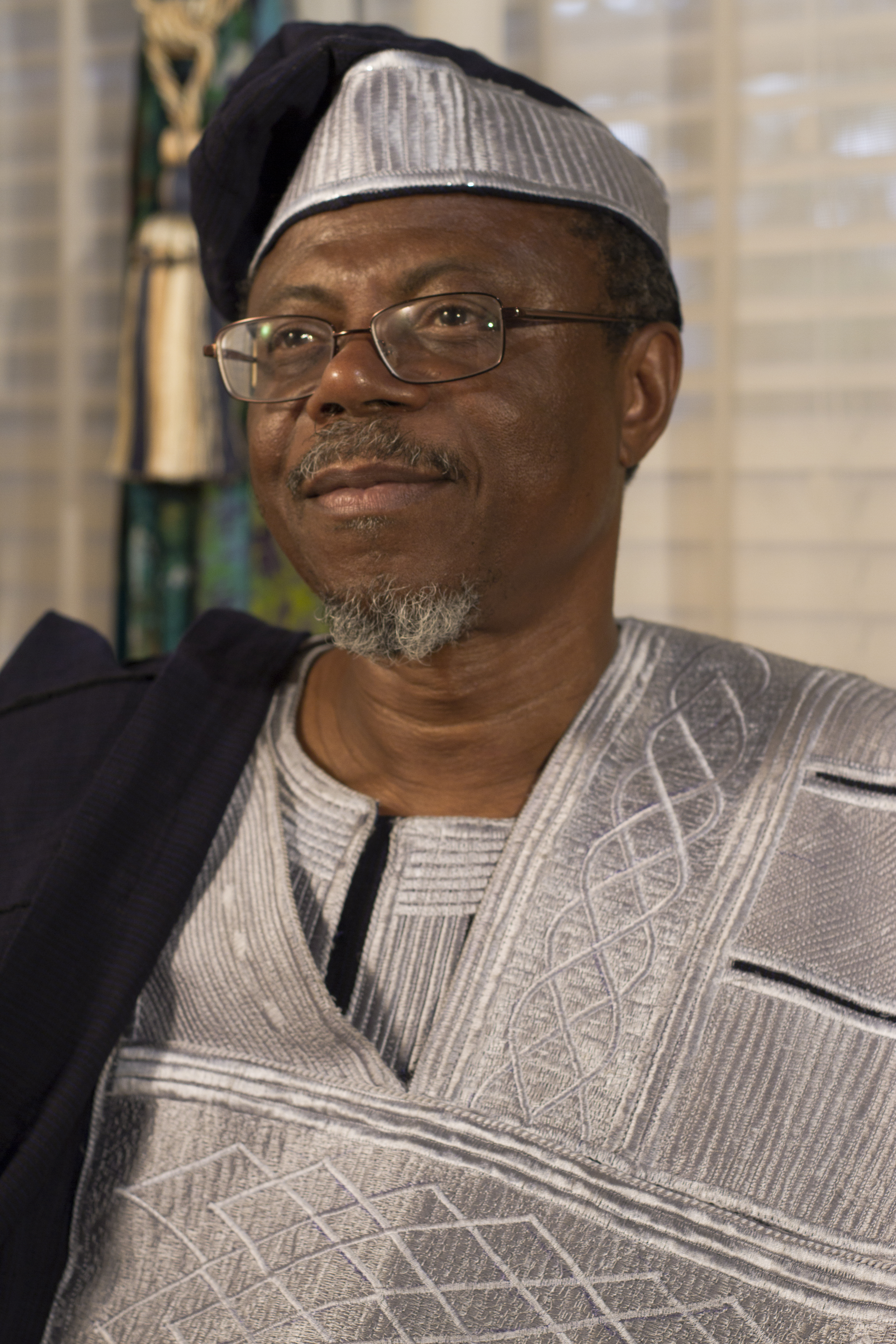
Toyin Falola (2011)

Toyin Omoyeni Falola (* 1. Januar 1953 in Ibadan, Nigeria) ist ein nigerianischer Historiker.

## Leben und Wirken
Toyin Falola ist der Sohn des Schneiders James Adesina Falola und dessen Frau Nihinlola Grace Falola. Er verließ in den 1960er Jahren die Highschool, um an der Protestbewegung der Landwirte gegen hohe Besteuerung und schlechte Arbeitsbedingungen teilzunehmen. Durch den Verlust seines Großvaters während dieser Protestbewegung reifte in ihm der Gedanke, statt des geplanten Studiums der Medizin Geisteswissenschaften zu studieren. 1970 begann er mit einer Lehrertätigkeit an einer Primary School in Pahayi im Bundesstaat Ogun. Gleichzeitig studierte er Geschichte an der Universität in Ile-Ife, erlangte dort 1976 den Abschluss als Bachelor, wurde 1981 promoviert und arbeitete bis 1991 an der Universität. Während dieser Zeit hielt er Gastvorlesungen an der University of Cambridge, an der York University in Toronto, am Smith College in Northampton, Massachusetts, an der Australian National University und am „Nigerian Institute of International Affairs“.
1991 ging er an die University of Texas at Austin. Dort lehrt er Geschichte und Afrikanistik auf dem „Jacob and Frances Sanger Mossiker Lehrstuhl“. Seit 2010 hat er außerdem einen Lehrstuhl an der Benue State University in Nigeria. Die Schwerpunkte seiner Forschungs-, Lehr- und Publikationstätigkeit sind die politische Ökonomie von Südwest-Nigeria, das Leben der Jugend in Afrika, Biografien von afrikanischen Wirtschaftsführern, Ökologie in Afrika und die Weltölindustrie.
Toyin Falola ist Gründungsmitglied der „Ife Humanities Society“, Präsident der „Nigerian Studies Association“ und Generalsekretär der „Historical Society of Nigeria“. Seit 2013 trägt die jährliche Konferenz der „African Studies Association“ den Namen „Toyin Falola International Conference“ (TOFAC), seit 2015 ist er Präsident der „African Studies Association“. Er ist seit 2000 Ehrenhäuptling der Akako und seit 2014 in Ugboland und in Ibadanland. An der University of Texas at Austin wurde 2014 eine „Dr. Toyin Falola Excellence Endowment“ errichtet.
Toyin Falola ist verheiratet mit Florence Olabisi Falola und hat zwei Söhne und eine Tochter.

## Schriften
Toyin Falola ist Autor oder Mitautor mehrere Bücher, er schrieb über 100 Fachartikel und ist Herausgeber mehrerer Bücher und Buchreihen. Mit Vivek Bahl veröffentlichte er einen Gedichtband. Seine im Jahr 2004 erschienene Autobiografie A Mouth Sweeter than Salt wurde mit mehreren Preisen ausgezeichnet, so dem „E. J. Alagoa Prize“ der „West African Oral History Association“ und dem „Distinguished Leadership and Scholarship Award“ der „Association of Third World Studies“.
- A Mouth Sweeter than Salt. An African Memoir. Autobiografie. University of Michigan Press, Ann Arbor 2005, ISBN 978-0-472-03132-0.
- mit Ann Genova: The politics of the global oil industry. An introduction. Praeger, Westport 2005, ISBN 0-275-98400-1.
- mit Vivek Bahl: Scoundrels of Deferral. Poems to Redeem Reflection. Carolina Academic Press, Durham, NC, 2006, ISBN 1-59460-338-3.
- mit Matthew M. Heaton: A History of Nigeria. Cambridge University Press, Cambridge 2008, ISBN 978-0-521-68157-5.
- mit Ann Genova: Historical dictionary of Nigeria. Scarecrow Press, Lanham 2009, ISBN 978-0-8108-6316-3.

Herausgeberschaft:
- mit Robin Law: Warfare and Diplomacy in Precolonoal Nigeria. Essays in Honor of Robert Smith. University of Wisconsin Press, Madison, Wisconsin 1992, ISBN 0-942615-14-X.
- Tradition and Change in Africa. The Essays of J. F. Ade Ajayi. Africa World Press, Trenton, NJ, 2000, ISBN 0-86543-769-6.
- mit Barbara Harlow: African Writers and Their Readers. Essays in honor of Bernth Lindfors. Africa World Press, Trenton, NJ, 2002, ISBN 0-86543-860-9.
- mit Christian Jennings: Sources and Methods in African History: Spoken, Written, Unearthed. Boydell & Brewer, Woodbridge 2003, ISBN 1-58046-134-4.
- Ghana in Africa and the World: Essays in Honor of Adu Boahen. Africa World Press, Trenton, NJ, 2003, ISBN 1-59221-069-4.
- mit Amanda Warnock: Encyclopedia of the middle passage. Greenwood milestones in African American history. Greenwood, Westport 2007, ISBN 0-313-33480-3.
- mit Niyi Afolabi: African Minorities in the New World. Routledge, New York 2007, ISBN 978-0-415-96092-2.
- mit Augustine Agwuel: Africans and the Politics of Popular Culture. University of Rochester Press, Rochester 2009, ISBN 978-1-58046-331-7.
- mit Hetty ter Haar: Narrating War and Peace in Africa (= Rochester Studies in African History and the Diaspora. Book 47). University of Rochester Press, Rochester 2010, ISBN 978-1-58046-330-0.
- mit Jessica Achberger: The Political Economy of Development and Underdevelopment in Africa. Routledge, New York 2013, ISBN 978-1-136-68380-0.
- mit Solimar Otero: Yemoja. Gender, sexuality, and creativity in the Latina/o and Afro-Atlantic diasporas. State University of New York Press, Albany, NY, 2013, ISBN 	978-1-4619-5138-4.
- mit Bukola Adeyemi Oyeniyi: Nigeria. ABC-Clio, Santa Barbara 2015, ISBN 978-1-59884-968-4.